# Masayuki Ochiai
Masayuki Ochiai (落合 正幸 Ochiai Masayuki?), född 11 juli 1981 i Kumamoto prefektur, är en japansk före detta fotbollsspelare.
Ochiai började sin karriär 2000 i Kashiwa Reysol. 2004 blev han utlånad till Sagan Tosu. Han gick tillbaka till Kashiwa Reysol 2006. 2007 flyttade han till Kawasaki Frontale. Efter Kawasaki Frontale spelade han för Tochigi SC. Han avslutade karriären 2011.